# Diskografija Iggy Azalee
Diskografija australsko-američke reperice Iggy Azalee, sastoji se od jednog studijskog albuma, jednog miksanog albuma, jednog EP-a i jednog singla, te četiri spota. Iggy Azalea objavljuje svoju glazbu preko diskografskih kuća Interscope Records i Grand Hustle Records.
Iggy Azalea je svoju glazbenu karijeru započela krajem 2011. godine kada je objavila svoj prvi miksani album Ignorant Art. Na albumu se nalaze tri promotivne pjesme "Pu$$y", "My World" i "The Last Song". Godine 2012. je potpisala ugovore za diskografske kuće Interscope Records i Grand Hustle Records, te je objavila debitantski singl "Murda Bizness".

## Albumi

### Studijski albumi
| Naziv           | Detalji |
| --------------- | --- |
| The New Classic | - Objavljeno: srpanj 2012. - Diskografska kuća: Interscope, Grand Hustle - Formati: CD, Digitalni download |

### EP-ovi
| Naziv | Detalji                                                                                            |
| ----- | -------------------------------------------------------------------------------------------------- |
| Glory | - Objavljeno: 30. srpnja 2012. - Diskografska kuća: Grand Hustle - Formati: CD, Digitalni download |

### Miksani albumi
| Naziv        | Detalji                                                     |
| ------------ | ----------------------------------------------------------- |
| Ignorant Art | - Objavljeno: 27. rujna 2011. - Formati: Digitalni download |

## Singlovi

### Kao vodeći izvođač
| Naziv                                                                                      | Godina | Završne pozicije na top ljestvicama | Završne pozicije na top ljestvicama | Završne pozicije na top ljestvicama | Završne pozicije na top ljestvicama | Završne pozicije na top ljestvicama | Završne pozicije na top ljestvicama | Album           |
| Naziv                                                                                      | Godina | SAD                                 | SAD R&B                             | SAD Rap                             | AUS                                 | UK                                  | UK R&B                              | Album           |
| ------------------------------------------------------------------------------------------ | ------ | ----------------------------------- | ----------------------------------- | ----------------------------------- | ----------------------------------- | ----------------------------------- | ----------------------------------- | --------------- |
| "Murda Bizness" (featuring T.I.)                                                           | 2012.  | —                                   | —                                   | —                                   | —                                   | —                                   | —                                   | The New Classic |
| "—" znači da singl nije objavljen u tom području ili da nije dospio na glazbenu ljestvicu. |        |                                     |                                     |                                     |                                     |                                     |                                     |                 |

### Promotivni singlovi
| Naziv           | Godina | Album        |
| --------------- | ------ | ------------ |
| "Pu$$y"         | 2011.  | Ignorant Art |
| "My World"      | 2011.  | Ignorant Art |
| "The Last Song" | 2012.  | Ignorant Art |

## Gostujuće izvedbe
| Naziv               | Godina | Album                   | Izvođač                  |
| ------------------- | ------ | ----------------------- | ------------------------ |
| "Raise Your Weapon" | 2012.  | ITOLDUSO                | Stix                     |
| "I Think She Ready" | 2012.  | Transformers N The Hood | FKi                      |
| "Beat Down"         | 2012.  | Wonderland              | Steve Aoki, Angger Dimas |
| "Problem"           | 2014.  | My Everything           | Ariana Grande            |
| "No Mediocre"       | 2014.  | Paperwork               | T.I.                     |
| "Booty"             | 2014.  | —                       | Jennifer Lopez           |

## Videospotovi

### Samostalni videospotovi
| Naziv                        | Godina | Redatelj   |
| ---------------------------- | ------ | ---------- |
| "D.R.U.G.S." (feat. YG)      | 2011.  | James Earl |
| "Pu$$y"                      | 2011.  | Sean Coles |
| "My World"                   | 2011.  | Alex/2Tone |
| "The Last Song"              | 2012.  | Bell Soto  |
| "Murda Bizness" (feat. T.I.) | 2012.  | Alex/2Tone |
| "Bac 2 Tha Future (My Time)" | 2012.  | Bell Soto  |

### Kao gostujući izvođač
| Naziv                                                     | Godina | Redatelj   |
| --------------------------------------------------------- | ------ | ---------- |
| "I Think She Ready" (FKi feat. Iggy Azalea)               | 2012.  | Alex/2Tone |
| "Beat Down" (Steve Aoki & Angger Dimas feat. Iggy Azalea) | 2012.  | Alex/2Tone |

## Vanjske poveznice
- Diskografija